# Bobek (Styrian Golding B)
Bobek (Styrian Golding B) is een hopvariëteit, gebruikt voor het brouwen van bier.
Deze hopvariëteit is een “aromahop”, bij het bierbrouwen voornamelijk gebruikt vanwege zijn aromatische eigenschappen. Deze soort wordt pas sinds 1975 in Slovenië geteeld.

## Kenmerken
- Alfazuur: 3,5 – 7,8%
- Bètazuur: 4 – 6,1%
- Eigenschappen: een mild aroma met matige bitterheid